# When the Lights Went Out
When the Lights Went Out è un film del 2012 diretto da Pat Holden.
Nelle sale inglesi è uscito il 14 settembre, presentato in anteprima il 12 al Rotterdam film festival e dal 7 gennaio 2013 è acquistabile in DVD e Blu-ray.
Il film, presentato come trasposizione di una storia vera in realtà si basa sulla leggenda del Monaco nero di Pontefract (cittadina ad est dello Yorkshire), sul quale gli studiosi si sono espressi con scetticismo.

## Trama
La storia si svolge nel 1974 nello Yorkshire, quando la famiglia Maynard (madre, padre e figlia tredicenne) si trasferisce in quella che apparentemente è la casa dei loro sogni. Quasi subito la figlia Sally si accorge delle presenze misteriose che occupano la casa ma non viene creduta fin quando anche i genitori si ritrovano coinvolti negli incidenti provocati dal Poltergeist. Per racimolare dei soldi il padre chiama i giornalisti che riportano la notizia suscitando terrore nel resto della cittadina, Sally viene ancor di più allontanata dai suoi coetanei ed anche alla sua unica amica Lucy viene impedito di entrare in quella casa.
Il fantasma continua a creare scompiglio, finché Sally, in gita al monastero non si accorge di una foto che ritrae proprio il fantasma (una bambina) che ogni tanto le chiede di giocare e ruba un suo medaglione tenuto in una teca. Mentre si allontana con Lucy sul prato del monastero vede un monaco impiccato e dalla paura sviene. Il professor Price, il giovane insegnante delle ragazze, le accompagna a casa nonostante le remore di Lucy dicendo loro di non preoccuparsi, che i fantasmi non esistono, ma quando vede il lampadario muoversi inspiegabilmente mentre sta per uscire, anche lui si convince del contrario. Rimaste sole a casa le ragazzine vengono attaccate dal fantasma e Lucy scappa via dalla madre, che poco dopo si presenta dai Maynard sgridando Sally e vietandole di rivedere sua figlia, che dal terrore è stata ricoverata in ospedale.
Il professor Price nel frattempo indaga sulla storia della bambina vista da Sally e scopre che era la figlia di un latifondista della zona uccisa nel bosco dopo essere stata abusata e privata della lingua, ma quando rivela tutto al padre di Sally, intimandolo ad andarsene, questi si rifiuta dicendo che ad impedirglielo è sua moglie, innamorata di quella casa che aveva sempre sognato. Dopo l'ennesimo attacco Sally chiama un uomo che le aveva offerto il suo aiuto, che si presenta a casa insieme ad una sensitiva. La seduta spiritica si svolge alla presenza anche di Janette, l'amica di famiglia, Sally e sua madre. Durante il contatto lo spirito dice di non poter seguire la luce eterna perché ha qualcosa in sospeso con Sally e che è dunque in pericolo, dopodiché cerca di strangolare la sensitiva. Questa, sopravvissuta, si accorge che le presenze sono due: Una negativa e l'altra positiva. Quella positiva, che è la responsabile della maggior parte delle attività in realtà cerca di spaventare i Maynard per convincerli ad andar via e proteggere così Sally.
Tramite un ricatto viene convinto il parroco del paese a svolgere un esorcismo che apparentemente funziona. Il parroco racconta finalmente loro la storia del poltergeist: Si tratta di un monaco che violentava le ragazzine e le uccideva dopo aver tagliato loro la lingua. Una bambina sopravvisse e denunciò l'accaduto, il monaco però uccise anche lei ma fu subito impiccato e seppellito in gran segreto dalla Chiesa che voleva sopprimere lo scandalo. Dopo un periodo di calma Sally viene di nuovo attaccata e chiusa a chiave nella sua cameretta dove il poltergeist sotto forma di fumo nero si rivela e cerca di impiccarla. Sally getta il medaglione della bambina su una stufetta che scatena un incendio nel quale si materializza la bambina stessa allontanando lo spirito del Monaco. Il film si conclude con una didascalia: I Maynard vivono ancora lì, ma Sally non è più entrata in quella stanza.

## La leggenda
La storia a cui si ispira il film si rifà alla leggenda del Monaco nero di Pontefract chiamato anche Il poltergeist di Pontefract. Dal 1960 al 1970 i coniugi Joe e Jean Pritchard dichiararono di aver subito degli attacchi da un poltergeist vestito di nero con un cappuccio. Tutto cominciò quando si trasferirono nella loro tenuta di Pontefract insieme ai due figli: Diane di 12 anni e Philip di 15. Quell'estate la famiglia partì per le vacanze lasciando a casa solo il figlio maggiore in compagnia della nonna (Sarah Sholes) che dichiararono in seguito di aver avvertito strane presenze come folate di vento freddo, polvere bianca e acqua verde che usciva dai rubinetti. Per i due anni successivi non successe più nulla, poi tutto ricominciò: oggetti che sparivano e ricomparivano altrove, crocifissi distrutti e soprattutto la figlia Diane che veniva sbalzata fuori dal letto mentre dormiva. Tentarono più di un esorcismo alla casa, ma sembrò solo agitare di più il poltergeist che non decideva ad andarsene, poi, le manifestazioni cessarono.

### Gli studiosi
L'investigatore del paranormale Tom Cuniff visitò la casa dei Pritchard e ne studiò la storia. Venne a conoscenza di un monastero che era sorto in quei pressi dal 1090 al 1539 e di un monaco, vissuto all'epoca di Enrico VIII che fu impiccato per lo stupro e l'omicidio di una ragazzina. Un altro studioso, Colin Wilson invece affermò che queste presenze traggono 'energia' dalle famiglie infelici, e che gli scontri del figlio con i genitori potevano aver fatto da catalizzatore. Il Doncaster Research Group invece affermò che secondo loro la storia fu interamente simulata dalla famiglia.
C'è da dire che Il Castello Pontefract, nota meta turistica (si pensa che lì fu ucciso Re Riccardo II) che si trova vicino alla tenuta della famiglia Pritchard, è famoso anche per le presunte apparizioni di un monaco vestito di nero.

## Curiosità
In un'intervista al Fortean Times, il regista Pat Holden ha dichiarato che Jean Pritchard fosse sua zia.